# Панчевски мост
Панчевски мост (на сръбски: Панчевачки мост/Pančevački most) или разговорно Панчевац (на сръбски: Панчевац) е мост над река Дунав в Белград, столицата на Сърбия. Той е кръстен на северния град Панчево (във Войводина), който е свързан с Белград чрез пътя, продължаващ от моста. Това е първият постоянен мост над река Дунав в Белград и до декември 2014 г., когато Пупиновия мост е отворен по-нагоре по течението в община Земун, единственият.